# Selle (équitation)
Pour les articles homonymes, voir selle.
 (décembre 2009).
Si vous disposez d'ouvrages ou d'articles de référence ou si vous connaissez des sites web de qualité traitant du thème abordé ici, merci de compléter l'article en donnant les références utiles à sa vérifiabilité et en les liant à la section « Notes et références ».

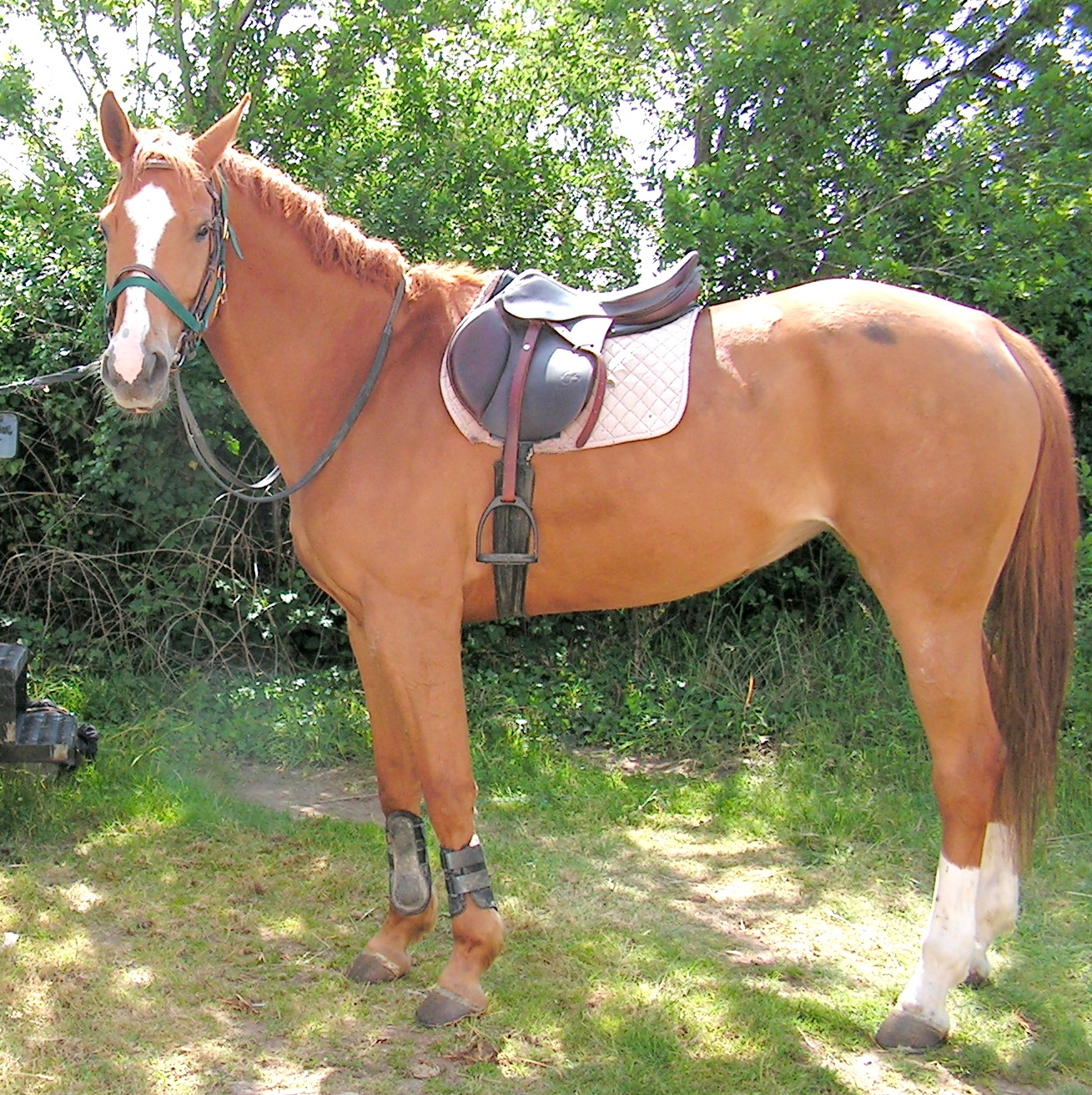
Cheval sellé.

La selle est un objet, en cuir ou synthétique, placé sur le dos d'un cheval (ou de toute autre monture : autruche, chameau, ...) et sur lequel le cavalier se place.
En fonction de l'équitation pratiquée, les selles sont de formes variées mais adaptées au dos du cheval et au cavalier. Certaines selles sont dites « mixtes » car elles conviennent à plusieurs disciplines. Les centres équestres enseignant plusieurs disciplines parmi le dressage, le saut d'obstacles, le concours complet, les pony games, le horse-ball, sont en général pourvus de ce type de selle. Il est aussi possible de pratiquer l'équitation de loisir (petite randonnée, promenade) avec des selles mixtes.
Les cavaliers qui souhaitent évoluer jusqu'à un niveau d'expertise devront consentir à investir dans une selle spécialisée et fabriquée sur mesure.

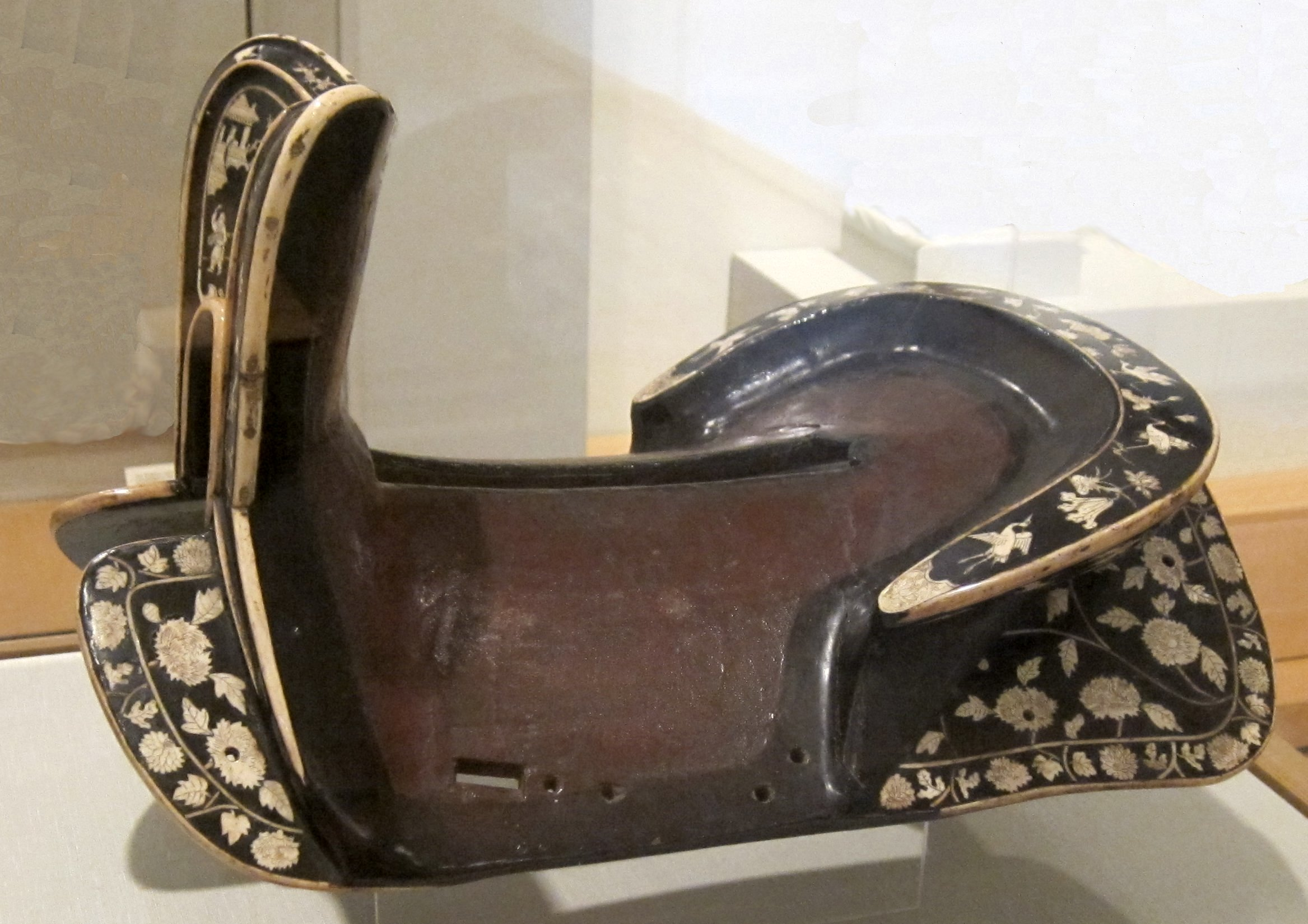
Structure d'une selle chinoise de la dynastie Ming, période Wanli (1572-1620), bois laqué.

## Histoire
Les premières selles auraient été inventés par les Scythes, un peuple iranien nomade, au VIIe siècle av. J.-C. Elle se compose de deux coussins en feutre rembourrés de poils de cerf et montés sur des bandeaux en feutre ; dans certains cas, les coussins sont attachés à des cadres de selle en bois placés à l'arrière et à l'avant.

## Description

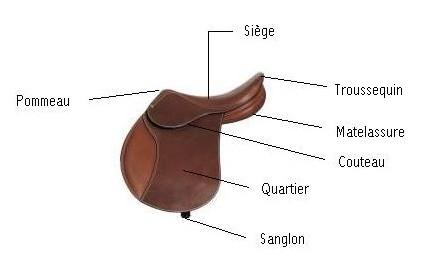
Selle nue.

La forme de la selle est induite par une armature rigide, le plus souvent en bois ou en fibre de verre, appelé arçon. Autour de cette armature sont agencées différentes pièces généralement en cuir, parfois en matière synthétique.
Le pommeau est la partie avant de l'arçon de la selle, sous laquelle le garrot doit pouvoir s'articuler librement. On dit que la selle doit être « bien dégarrotée » dans le cas où elle doit dégager le garrot saillant mais non dégarrotée dans le cas d'un garrot noyé[pas clair]. Le garrot est une partie très sensible du corps du cheval. La moindre gêne à ce niveau peut affecter la motricité entière de l'animal. La forme du pommeau est donc primordiale dans le choix d'une selle.
Le siège est la partie où l'on s'assoit ; le troussequin est la partie arrière de la selle.
Les quartiers sont de larges pièces généralement souples dont la fonction est de protéger la jambe des boucles de la sangle sur les côtés de la selle.
Les couteaux d'étrivières sont des parties métalliques très solides sur lesquelles coulissent les étrivières, au bout desquelles se trouvent les étriers. Quand ils sont dits « de sécurité », ils disposent d'une charnière mobile à l'arrière. Cette charnière libère l'étrivière lorsque celle-ci est entraînée vers l'arrière lors de la chute du cavalier.
Les contre-sanglons sont les pièces de cuir qui permettent d'arrimer la sangle.

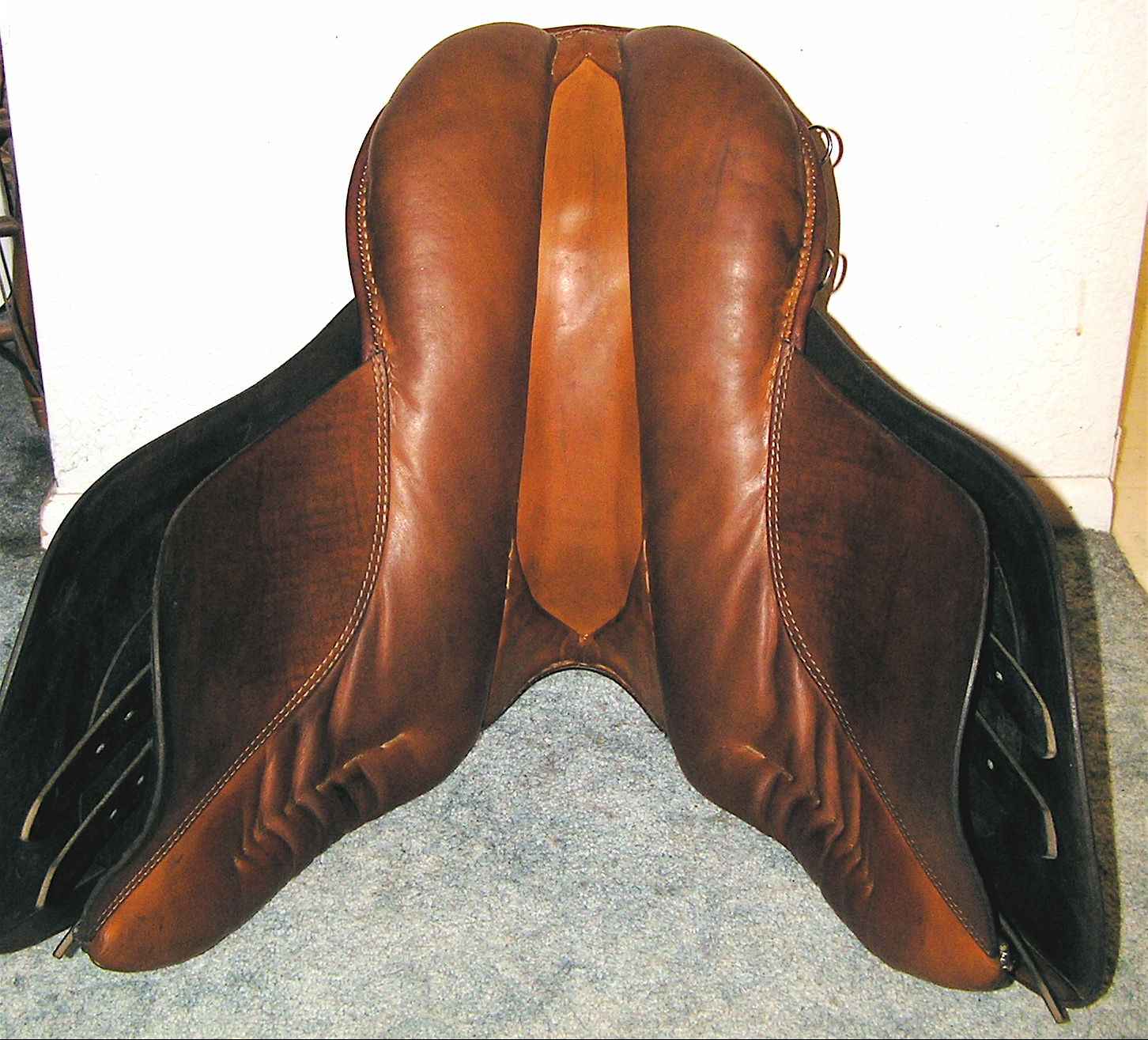
Selle vue par en dessous.

Les faux quartiers, dans le cas d'une selle dite anglaise, sont disposés pour protéger le cheval des boucles de la sangle et pour fixer les taquets.
Les taquets sont des pièces semi-rigides fixées sur les faux quartiers. Ils servent à maintenir les jambes du cavalier en place. Des taquets peuvent se trouver à l'avant des quartiers, à l'arrière, à l'avant et à l'arrière de la selle suivant les spécificités de celle-ci. Certaines selles n'ont pas de taquets.
Une selle est dite « selle équipée » lorsqu'elle est pourvue des étrivières, des étriers et d'une sangle. Une selle qui n'a pas ces éléments est dite « selle nue ».
La surface extérieure d'une selle est généralement en cuir. Il existe également des selles en matière synthétique. Leur entretien est facile mais leur durée de vie est moindre, soit, pour les modèles les plus haut de gamme, une petite dizaine d'années. Leur faible coût par rapport aux selles en cuir les rend particulièrement indiquées pour les cavaliers montant de manière peu intensive, ou pour des jeunes en pleine croissance ayant besoin d'une selle technique et bon marché. Ces selles s'adaptent au dos du cheval grâce à un jeu d'arcades ouvrant plus ou moins le pommeau pour y loger le garrot du cheval. De plus, des accès faciles à des logements vides permettent de modifier l'assise sans toucher à la matelassure initiale, souvent composée d'air sous pression.

## Choix de la selle
Non seulement la selle doit convenir au cavalier, mais en plus elle doit s’adapter parfaitement au dos du cheval. Il existe aussi dans le commerce des selles « mixtes », qui conviendront à plus d'une discipline à la fois, habituellement le dressage et l'obstacle. 

### Pour le cheval
Les points importants sont la taille du garrot, la largeur de la colonne vertébrale et la conformation de l’épaule.

#### Arçon
Il faut mesurer la hauteur et la largeur du garrot pour déterminer la taille de l’arçon (au niveau du pommeau). Un arçon trop large et trop plat va entrer en contact avec le haut de la colonne vertébrale et engendrer des coupures ou des blessures au cheval qui peuvent apparaitre par des poils blancs. Un arçon trop étroit et trop haut va au contraire entrainer des pressions sur les côtés du garrot avec, à la longue, une nécrose de la peau souvent accompagnée d’une fonte musculaire. La pression commence toujours par une zone plus ou moins grande de peau avec les poils qui tombent ou deviennent blancs.
Un arçon trop large et plat est facile à détecter, on doit pouvoir passer facilement trois ou quatre doigts entre le haut du garrot du cheval et la selle et deux ou trois doigts sur les côtés pour un selle correctement positionnée et avec un cavalier. Un arçon trop étroit et trop haut est plus difficile à remarquer, lors de l’essai de la selle il faut bien regarder les points de contact avec la peau de sa monture. D’où la nécessité de se faire conseiller par un spécialiste.

#### Panneaux
L’espace entre les deux panneaux (matelassures au contact du cheval, placées sous l'arçon) de la selle doit permettre le passage de la colonne vertébrale. Attention à bien regarder que même sous le siège il n’y ait pas de point de contact entre le haut de la colonne et le cuir entre les deux panneaux, même avec un cavalier en selle. Les deux panneaux doivent être suffisamment espacés pour s’appuyer sur les muscles dorsaux sans pour autant « pincer » la colonne vertébrale sur les côtés. De plus il est important que le poids du cavalier se répartisse harmonieusement sur toute la longueur de la matelassure. Les panneaux sont traditionnellement rembourrés avec de la laine et de nos jours, on utilise plutôt de la mousse.

#### Espace pour l'épaule
Une selle qui a la bonne matelassure et le bon arçon n’est pas forcément adaptée. Selon la conformation de l’épaule il est possible que son mouvement se trouve entravée par un quartier  avec un appui qui viendrait trop en avant, indépendamment du type de selle choisie. Pour faire son choix, il faut voir la selle sur le dos du cheval et regarder le mouvement de l’épaule. Certaines selles sont pensées de manière à être un peu plus en avant ou un peu plus en arrière de l’épaule, indépendamment du positionnement de la selle sur le dos du cheval. Une selle « trop en avant » ne peut pas être simplement reculée. Si le cavalier est aussi trop en arrière, cela devient inconfortable autant pour lui que pour sa monture.

### Pour le cavalier
Il faut tenir compte de la conformation des fesses et des jambes et de la droiture (elle permet de mieux serrer le cheval avec ses jambes et d'avoir un bon dos).

#### Siège
Il existe plusieurs tailles de siège allant de 14  à   18,5 pouces, tous les 0,5 pouce.
14 correspond à un enfant et 18,5 au maximum d'un adulte. La plupart des adultes ont besoin d’une selle entre 17 et 18 pouces. 
Le choix se fait non seulement par rapport à la taille, par exemple une personne portant des vêtements taille 40 devrait s’orienter vers une taille 17 pouces, mais en plus, il faut prendre en compte l’impression. Certains cavaliers préfèrent se sentir très maintenus dans la selle tandis que d’autres préféreront avoir plus de place. Ce qui peut déterminer le choix pour une taille plus petite ou au contraire une taille plus grande.

#### Quartiers
Certaines selles proposent le choix de plusieurs tailles de quartier. En général, petit, moyen et grand. Il est important que le cavalier ait la place pour positionner son genou confortablement, de plus un quartier trop court aura tendance à se prendre dans le haut de la botte, gênant les actions de jambe. Sauf les personnes très grandes ou très petites, presque tout le monde arrive à s’adapter à un quartier de taille moyenne.

### Équilibre
Tous ces points remplis, il n’est pas pour autant certain que la selle convienne. Il faut en outre tenir compte du « point d’équilibre » .
Le siège doit être à plat, c’est-à-dire parallèle au sol lorsque la selle est parfaitement positionnée sur le cheval. Pour avoir une selle en équilibre il faut avoir une hauteur de matelassure correspondant à la conformation du dos du cheval. Certains étant cambrés, d’autres ayant un dos plat, les postérieurs peuvent être plus hauts ou au contraire plus bas que les antérieurs. Là encore pas de mesure possible, il faut regarder la selle sur le dos du cheval. Si la selle est en équilibre, le cavalier sera assis au milieu de la selle. Avec des coussins trop plats, le cavalier sera trop en arrière et aura tendance à se cambrer en selle et à prendre appui sur le pubis (assiette sur l'enfourchure). Avec des coussins trop hauts, le cavalier sera trop en avant et aura tendance à s'asseoir sur le gras des fesses (assiette de chaise).

### Conséquences
Une selle mal adaptée au cavalier occasionne fatigue et des difficultés à avoir des aides harmonieuses, de même un cheval qui souffre à cause d’une selle mal adaptée risque de se défendre, que ce soit en se cabrant, en refusant d’avancer ou même en tentant de désarçonner son cavalier.

### Selle sans arçon

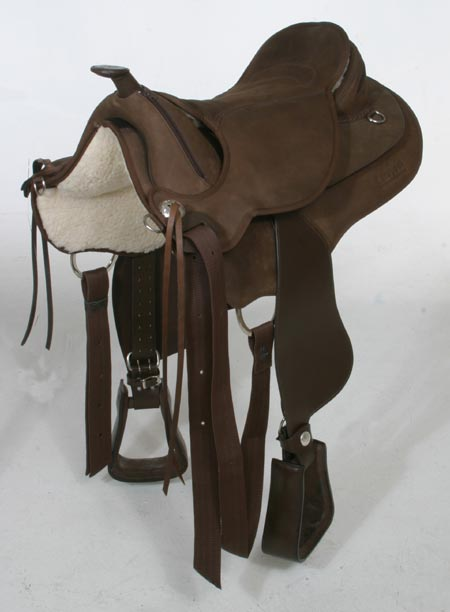
Selle western sans arçon.

Il existe aussi des selles sans arçon; à privilégier uniquement pour la balade courte, car elles sont toujours moins confortables qu'une selle avec arçon. Ces selles ont l'avantage d'épouser l'anatomie du cheval et d'accompagner ses mouvements grâce à leur souplesse. Elles permettent également de ressentir au maximum les mouvements du cheval. Pour les chevaux avec une colonne vertébrale noyée[pas clair] et peu de garrot, une selle sans arçon est parfois mieux adaptée à leur conformation, car elles sont plus « proches » du cheval sans pour autant appuyer sur la tête des vertèbres. Les selles avec arçon ont tendance à tourner même trop sanglées, la matelassure passe par-dessus la colonne vertébrale et le garrot seul ne suffit pas à retenir la selle. Pour un cheval à garrot et colonne vertébrale saillants, il faut aménager une gouttière de manière que la selle ne s'appuie pas trop sur la tête des vertèbres. Il faut alors mettre un tapis adapté avec un espace suffisamment haut et large pour les vertèbres. Souvent, cela crée une surépaisseur qui donne l'impression d'être loin au-dessus de son cheval. Un tapis ou compensateur qui glisse ou qui est mal adapté peut irriter les vertèbres et être la source de grandes souffrances pour sa monture.

## Entretien
Un bon entretien est une garantie pour la longévité de la selle. 
Pour une selle neuve : le cuir, matériau naturellement fibreux et poreux, doit être nourri plusieurs fois avant sa première utilisation afin d'acquérir souplesse et confort. On utilisera pour cela de la graisse blonde. On peut également utiliser de l'huile de pied de bœuf mais malgré son efficacité, cette dernière a tendance à « manger » les coutures. Il faudra donc ne l'utiliser que pour assouplir un cuir particulièrement raide. Huiles et graisses sont appliquées à l'aide d'un pinceau souple et propre. Certains selliers huilent les selles une ou deux fois avant de les livrer à leur propriétaire. À noter que la couleur « havane » (brun clair) peut foncer de plusieurs tons après absorption de l'huile ou de graisse.
Entretien courant : l'idéal est de passer une éponge enduite de savon glycériné après chaque utilisation. Ce savon nettoie le cuir tout en le nourrissant. Un cuir non entretenu, quelle que soit sa qualité, devient sec et se craquèle.
Après la pluie : il est conseillé de laisser sécher la selle loin d'une source de forte chaleur. En effet la température de séchage doit être tempérée afin d'éviter un dessèchement trop rapide. Une fois la selle sèche, une huile (de pied de bœuf ou végétale) est appliquée et elle est mise à sécher de nouveau.
Le graissage a aussi la fonction de protéger la selle des projections de sable, des frottements importants et évite une pénétration trop forte de la pluie.
Il est nécessaire d'entretenir aussi le dessous de la selle. C'est-à-dire les panneaux qui posent sur le dos du cheval et se tassent avec le temps, sans quoi, il n'y aura plus suffisamment d'épaisseur entre l'arçon et le dos du cheval. Les selles rembourrées en laine sont beaucoup plus faciles à entretenir. Il faut faire rembourrer sa selle une fois par an, au minimum. En fonction de sa fréquence d'utilisation, les panneaux se tasseront plus ou moins vite.

## Modèles
Il existe différents modèles de selles qui dépendent de l'utilisation du cheval et/ou du pays d'origine.

### Selle de dressage

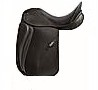
Selle de dressage.

Comme les cavaliers de dressage chaussent long, avec une longueur d'étrivière importante pour mieux encadrer le cheval avec les jambes, les quartiers de ces selles descendent bas, afin que le haut de la botte n'accroche pas le bas du quartier de la selle. 
Afin de maintenir la position idéale du cavalier, les sièges sont creux et les quartiers possèdent d'importants taquets avant. Ces taquets peuvent être appelés « bananes » lorsqu'ils descendent sur toute la longueur avant du quartier. Ces selles ne possèdent souvent pas de taquets à l'arrière afin de faciliter le recul de la jambe qui peut ainsi être utilisée pour demander certaines figures de dressage.
Elles sont conçues pour coller au cheval afin de permettre au cavalier de ressentir les moindres mouvements de sa monture.
Ces selles disposent d'une sangle spéciale, très courte. En effet, les boucles de la sangle ont tendance à créer des surépaisseurs sous les quartiers. Pour conserver un contact optimal entre la jambe du cavalier et le flanc du cheval, les sanglons sont rallongés et la sangle raccourcie afin que le point de sanglage se situe en dessous du quartier de la selle.

### Selled'obstacle

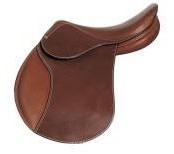
Selle de saut d'obstacles.

La forme générale de cette selle est un compromis afin de permettre au cavalier d'être près du corps du cheval pour optimiser les sensations, et d'amortir les chocs à la réception d'un saut grâce à d'épaisses matelassures. Les quartiers sont généralement plus allongés vers l'avant afin que le genou du cavalier en suspension puisse s'y poser.
Elle peut être dotée de taquets à l'avant et à l'arrière afin de limiter les mouvements de jambes. Le siège peut être de presque plat (pour favoriser la liberté de mouvements) à demi-creux (pour permettre meilleure fixité de position) en fonction du style de chaque cavalier.

### Autres selles
Selle camarguaise (extrait de l'article 'Guardian') : La selle camarguaise, différente de sa cousine anglaise, comporte un troussequin élevé en forme de dossier et un pommeau également élevé.  Les étriers du gardian sont en forme de cage car lorsque le gardian n'était qu'un paysan il portait des sabots et la cage servait à ce que le sabot puisse rentrer à l'intérieur mais elle sert aussi pour que le cavalier, en cas de chute, ne reste pas accroché et se dégage facilement.
Selle mexicaine (extrait de l'article 'Charro') : La selle mexicaine a des origines espagnoles et arabes. Bien qu'elle soit relativement lourde, elle est très commode, à la fois pour le cheval et pour le cavalier. Elle est principalement formée d'un squelette de bois, de cuirs et d'étriers. Il en existe des modèles tellement bien exécutés qu'on les considère comme de véritables œuvres d'art : ceinture de cuir incluse dans le harnais, garniture d'argent, ajout de quelques couleurs, possibilité d'attacher une machette, une carabine ou un manteau.
Selle islandaise : La selle islandaise est plate. Elle se place légèrement plus en arrière qu'à la "normale", environ décalée d'un passage de sangle. Les épaules du cheval sont ainsi dégagées permettant une liberté des antérieurs pour une bonne action et amplitude. Une bonne selle est indispensable pour la qualité des allures spécifiques au cheval islandais. En général l’œil des étriers est placé perpendiculairement et permet à ceux-ci de tomber naturellement déjà en place.

### Types de selles
- Selle de course
- Selle de cross
- Selle de randonnée
- Selle d'endurance
- Selle de voltige
- Selle de voltige cosaque
- Selle de TREC (Technique de randonnée équestre de compétition)
- Selle de polo
- Selle de rodeo
- Selle mixte
- Selle amazone
- Selle mexicaine
- Selle australienne
- Selle camarguaise
- Selle espagnole
- Selle portugaise
- Selle islandaise
- Selle d'arme
- Selle de vaquera
- Selle de roping
- Selle de cutting
- Selle à piquer
- Selle de débourrage
- Selle Western
- Selle de pony-games
- Selle de bât
- Selle de chasse
- Selle arabe